# マイク・ハリス (オフェンシブタックル)
マイク・ハリス（Mike Harris 1988年12月5日- ）はカリフォルニア州オークランド出身のアメリカンフットボール選手。現在フリーエージェント、ポジションはガード。

## 経歴
カリフォルニア州ドゥアーテにある高校時代は、アメリカンフットボールの他にバスケットボール、陸上競技を行った。
UCLAでは、主に右タックルを務めて、ピストルオフェンスのランニングゲームに貢献した。2008年は、足首の靭帯断裂でシーズン開始から7試合欠場、最後の5試合で右タックルとして先発出場した。2009年2月、右足を骨折したが、この年全13試合に右タックルで先発出場した。2010年、カンザス州立大学との開幕戦は、チーム規定により出場停止、翌週のスタンフォード大学戦も欠場した。残り10試合は右タックルで先発出場した。2011年は、ストロングサイドのタックルとして14試合に先発出場し、同大学がラン攻撃で2,497ヤード獲得したことに貢献した。
2012年のNFLドラフトでは指名されず、同年4月30日に、ドラフト外フリーエージェントでサンディエゴ・チャージャーズと契約を結んだ。
同年、先発左タックルのジャレッド・ゲイサーが故障したことから、オークランド・レイダースとの開幕戦から先発左タックルとして出場した。この年、スナップ283回中、QBへのサック、ヒット、ハリーとなるプレーを46回許し、ProFootballFocus.com からは、パスブロッキングで、リーグワーストのタックル選手に評価された。

## 人物
父親は、筋金入りのレイダースファンだったが、チャージャーズに彼が入団したことで、チャージャーズファンとなった。